# Fabio Sacchi
Fabio Sacchi (Milaan, 23 mei 1974) is een voormalig Italiaans wielrenner.

## Palmares
1998
- Coppa Bernocchi

1999
- 31e - Omloop Het Volk, Lokeren (klassieker)

2001
- 2e etappe Tour Down Under
- Grote Prijs van de Etruskische Kust

2002
- Trofeo Città di Castelfidardo
- 2e etappe Ronde van Murcia
- 3e etappe Ronde van Murcia

2003
- 2e etappe Tour Down Under
- Ronde van Romagna

2004
- 6e etappe Ronde van Portugal

2005
- Milaan-Turijn

## Resultaten in voornaamste wedstrijden
| Jaar | Ronde van Italië | Ronde van Frankrijk | Ronde van Spanje |
| ---- | ---------------- | ------------------- | ---------------- |
| 1996 |                  |                     |                  |
| 1997 | opgave           |                     |                  |
| 1998 |                  | 47e                 |                  |
| 1999 |                  | 99e                 |                  |
| 2000 |                  | 64e                 |                  |
| 2001 | opgave           |                     |                  |
| 2002 | 58e              |                     | 76e              |
| 2003 | buiten tijd      | 60e                 |                  |
| 2004 | 102e             |                     | opgave           |
| 2005 | 96e              |                     | opgave           |
| 2006 | 63e              | opgave              | 96e              |
| 2007 |                  |                     |                  |

| Jaar | Milaan-San Remo | Gent-Wevelgem | Ronde van Vlaanderen | Amstel Gold Race | Luik-Bast.‑Luik | Ronde van Lombardije | Parijs-Brussel | Parijs-Tours | E3 Harelbeke |  | WK op de weg |  | Wereldranglijsten |
| ---- | --------------- | ------------- | -------------------- | ---------------- | --------------- | -------------------- | -------------- | ------------ | ------------ |  | ------------ |  | ----------------- |
| 1996 |                 |               |                      |                  |                 |                      | 25e            |              |              |  |              |  |                   |
| 1997 |                 | 105e          | 64e                  |                  |                 |                      | 40e            | 74e          |              |  |              |  |                   |
| 1998 |                 | 87e           | 42e                  |                  |                 |                      | 7e             |              |              |  |              |  |                   |
| 1999 |                 |               |                      |                  |                 |                      |                |              |              |  |              |  |                   |
| 2000 | 59e             |               | 6e                   |                  | 25e             |                      | 4e             |              | 7e           |  |              |  |                   |
| 2001 | 44e             | 24e           |                      |                  |                 |                      |                | 28e          |              |  |              |  | 38e (UWB)         |
| 2002 |                 |               |                      |                  |                 | 35e                  |                | 9e           |              |  | 39e          |  | 28e (UWB)         |
| 2003 | 23e             |               | 12e                  | 46e              | 74e             |                      |                | 49e          |              |  |              |  |                   |
| 2004 | 35e             |               | 55e                  |                  | 92e             |                      |                | 52e          |              |  |              |  |                   |
| 2005 | 44e             |               |                      |                  |                 |                      |                |              |              |  |              |  |                   |
| 2006 | 74e             |               |                      | 72e              |                 | 13e                  |                | 22e          |              |  |              |  |                   |
| 2007 | 48e             |               | 84e                  |                  |                 |                      |                |              |              |  |              |  |                   |